# Королевский монетный двор Великобритании
Королевский монетный двор Великобритании (англ. Royal Mint) — государственный монетный двор, выпускающий монеты для Соединенного Королевства. Является преемником Лондонского монетного двора, основанного в 886 году. Монетный двор, работающий под юридическим названием The Royal Mint Limited, представляет собой компанию с ограниченной ответственностью, которая полностью принадлежит Казначейству Его Величества и имеет эксклюзивный контракт на поставку всех монет страны. Помимо чеканки монет для обращения, использующихся внутри страны и за рубежом, монетный двор также производит памятные и коллекционные монеты, различные виды медалей и слитки драгоценных металлов. Монетный двор экспортирует свою продукцию в среднем в 60 стран в год, что составляет 70 % от общего объёма продаж.

## История
Основанный более 1100 лет назад, Лондонский монетный двор был одним из многих монетных дворов существовавших в стране в эпоху раннего средневековья. Постепенно его роль возрастала, пока он не стал основным производителем монет для Королевства Англии, всей Великобритании и, в конечном итоге, для большей части Британской империи.
В 886 году англосаксонский король Альфред Великий начинает чеканить серебряные пенни со своим портретом и надписью «LONDONIA», чтобы указать, что эти монеты изготовлены в Лондоне. С этой даты прослеживается непрерывная работа Лондонского монетного двора. Король Англии Эдуард I переносит монетный двор Лондона в крепость Тауэр, а в 1279 году объединяет многочисленные монетные дворы страны в единую централизованную систему.
В 1649 на Лондонском монетном дворе была предпринята попытка заменить примитивную ручную чеканку при помощи молота на станки для чеканки с винтовым прессом. Этот процесс занял более 20 лет, но позволил значительно улучшить качество монет и повысить производительность.
В 1696 году смотрителем монетного двора становится Исаак Ньютон, под его руководством была проведена перечеканка всех наличных монет Великобритании, что позволило решить проблему с находившимися в обращении многочисленными обрезанными и фальшивыми монетами.
В начале XIX века в связи с ростом экономики Британской империи значительно возросла потребность в монетах. Монетный двор не справлялся с заказами, а его расширению мешало ограниченное пространство крепости. Было решено перенести монетный двор из Тауэра в находящиеся поблизости здания бывшего аббатства Святой Марии де Грейсис, перестроив и реконструировав их. Работы проводились с 1805 по 1809 год и в 1812 году монетный двор окончательно переехал в комплекс зданий, получивших название Королевский монетный двор.
По мере того, как влияние Великобритании как мировой державы расширялось и основывались новые колонии, растущая потребность в монетах привела к тому, что Королевский монетный двор открыл филиалы в них: в Сиднее (в 1854 году), в Мельбурне (1872), в Перте (1899), в Оттаве (1908), в Бомбее (1917) и в Претории (1923). Большая часть этих монетных дворов работает и в настоящее время.
В 1960 годах Великобритания готовилась перейти на десятичную монетную систему, что потребовало резкого увеличения производства монет. Так как старые здания Королевского монетного двора не позволяли расширять производственные площади, решено было перевести монетный двор из Лондона в город Ллантрисант в Уэльсе. В августе 1967 года начались работы по строительству новых корпусов и в декабре 1968 года новый монетный двор выдал первую продукцию. Несколько лет работали оба монетных двора, совместно создав к февралю 1971 года необходимый запас новых десятичных монет, и в 1972 году производство в Лондоне было остановлено — Королевский монетный двор окончательно переехал в Ллантрисант.
В 2009 году Королевский монетный двор был преобразован в компанию с ограниченной ответственностью, полностью принадлежащую Казначейству.

История Королевского монетного двора
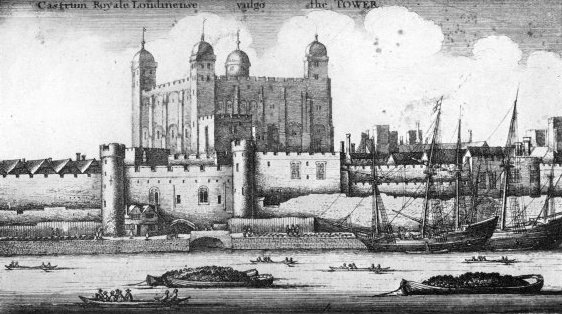
Лондонский Тауэр в 1647 году
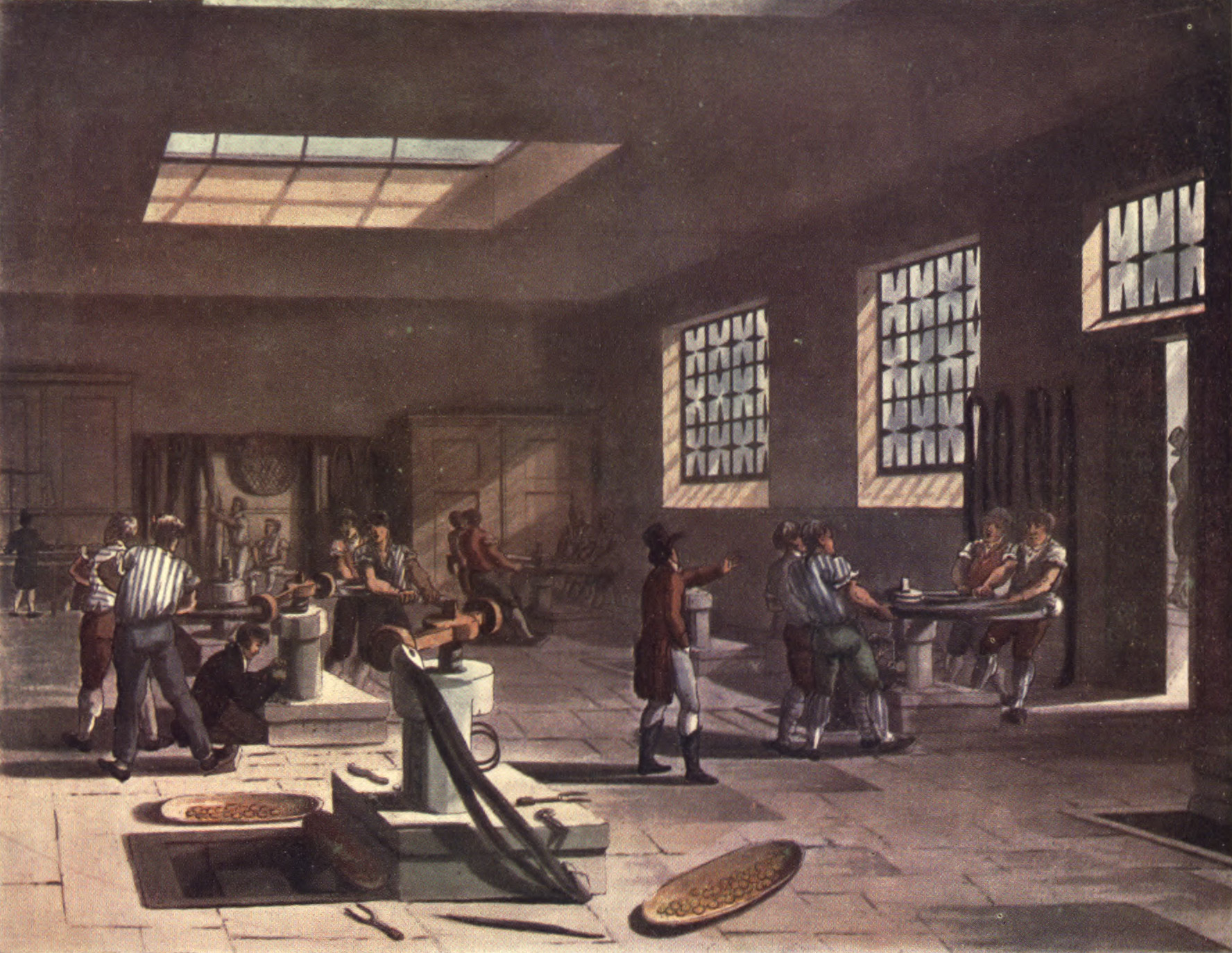
Станки для чеканки с винтовыми прессами на Королевском монетном дворе в 1820 году
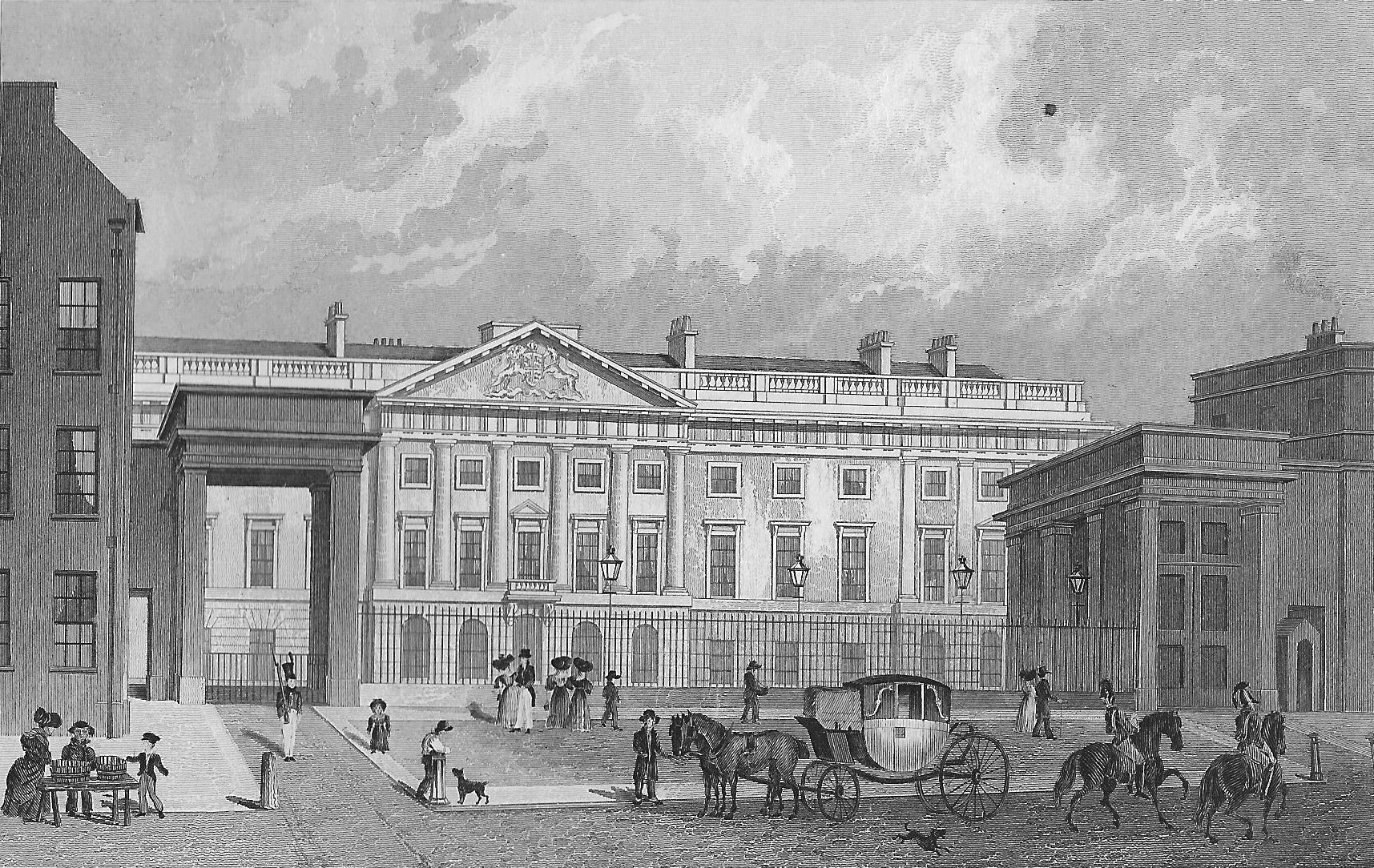
Здание, которое занимал Королевский монетный двор с 1809 по 1960 год
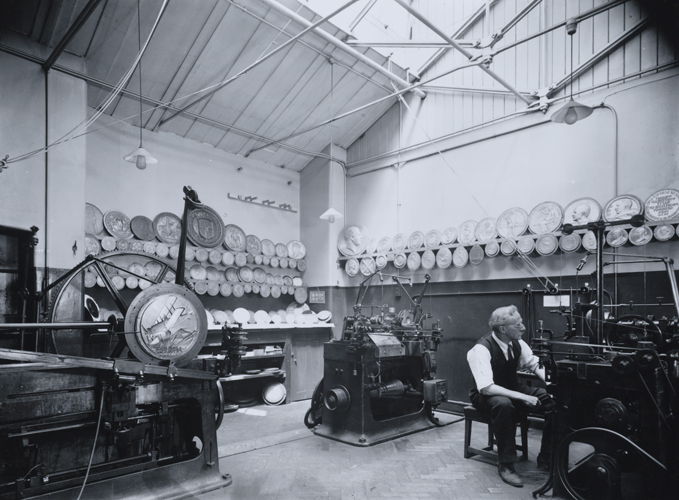
Мастерская граверов в 1934 году

## Настоящее время
Как единственный орган, ответственный за чеканку монет, являющихся законным платежным средством в Соединенном Королевстве по контракту с Казначейством Его Величества, монетный двор производит всю физическую валюту страны, кроме банкнот, которые эмитирует Банк Англии. В среднем ежегодно он выпускает монет на 2 миллиарда фунтов стерлингов, а всего монет в обращении находится около 28 миллиардов штук. За пределами Великобритании монетный двор оказывает услуги более чем в 60 странах, включая Новую Зеландию и многие страны Карибского бассейна, производя национальные валюты или поставляя готовые монетные штемпели. По оценкам, в 2015 году для зарубежных стран было отчеканено 2,4 миллиарда монет, что превышает внутреннее производство и обеспечивает более 60 % доходов монетного двора от обращающихся валют. Монетный двор также регулярно выпускает памятные монеты для рынка коллекционеров разного качества и из разных драгоценных металлов.
Другим важным направлением деятельности монетного двора, которое приносит половину доходов, является продажа драгоценных металлов инвесторам и широкой публике в виде слитков и монет.

Продукция Королевского монетного двора
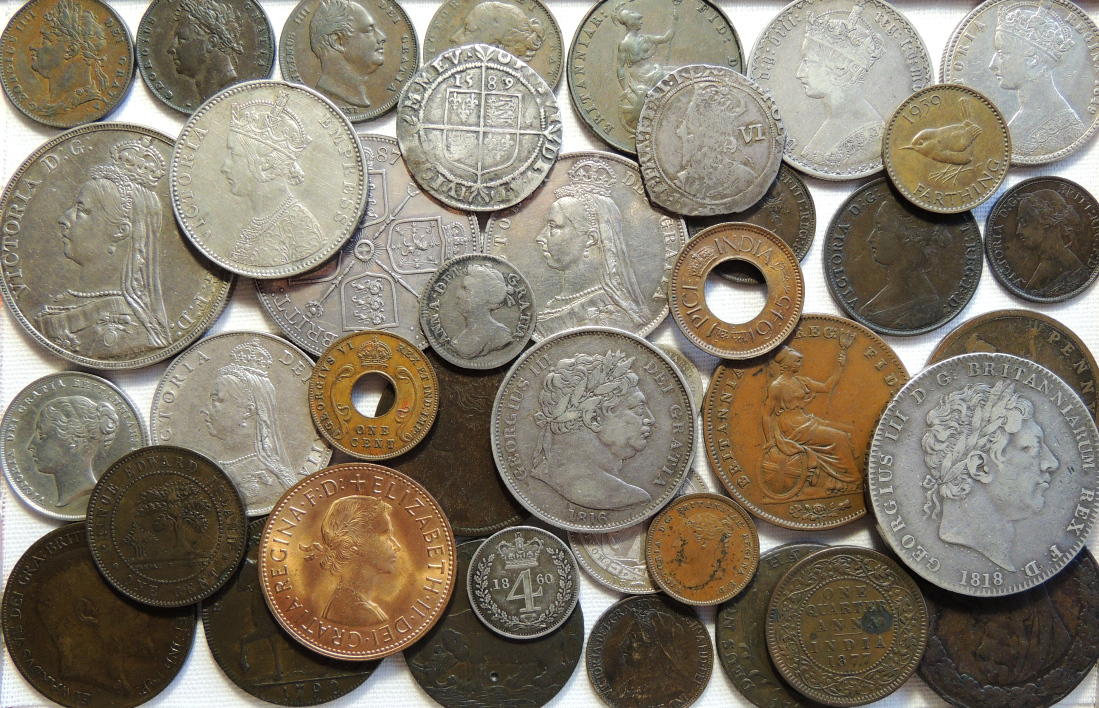
Монеты разных лет, отчеканенные на Королевском монетном дворе
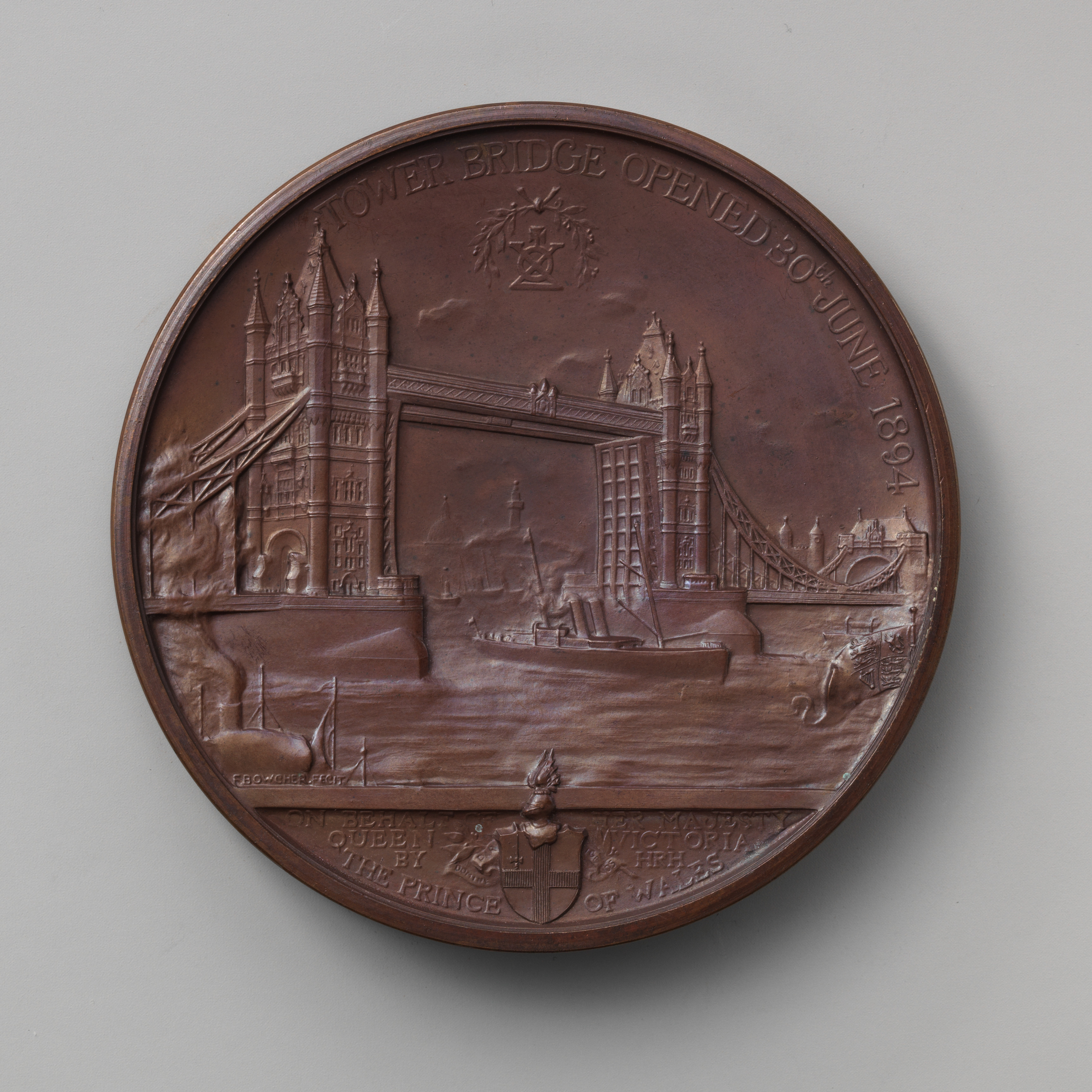
Памятная медаль, посвященная открытию Тауэрского моста в 1894 году
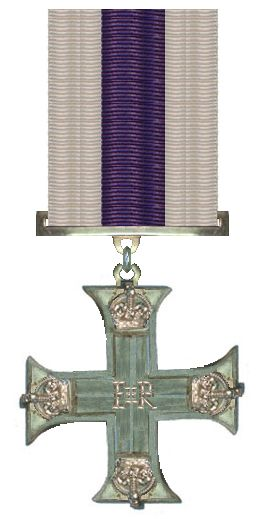
Боевая медаль Военный крест
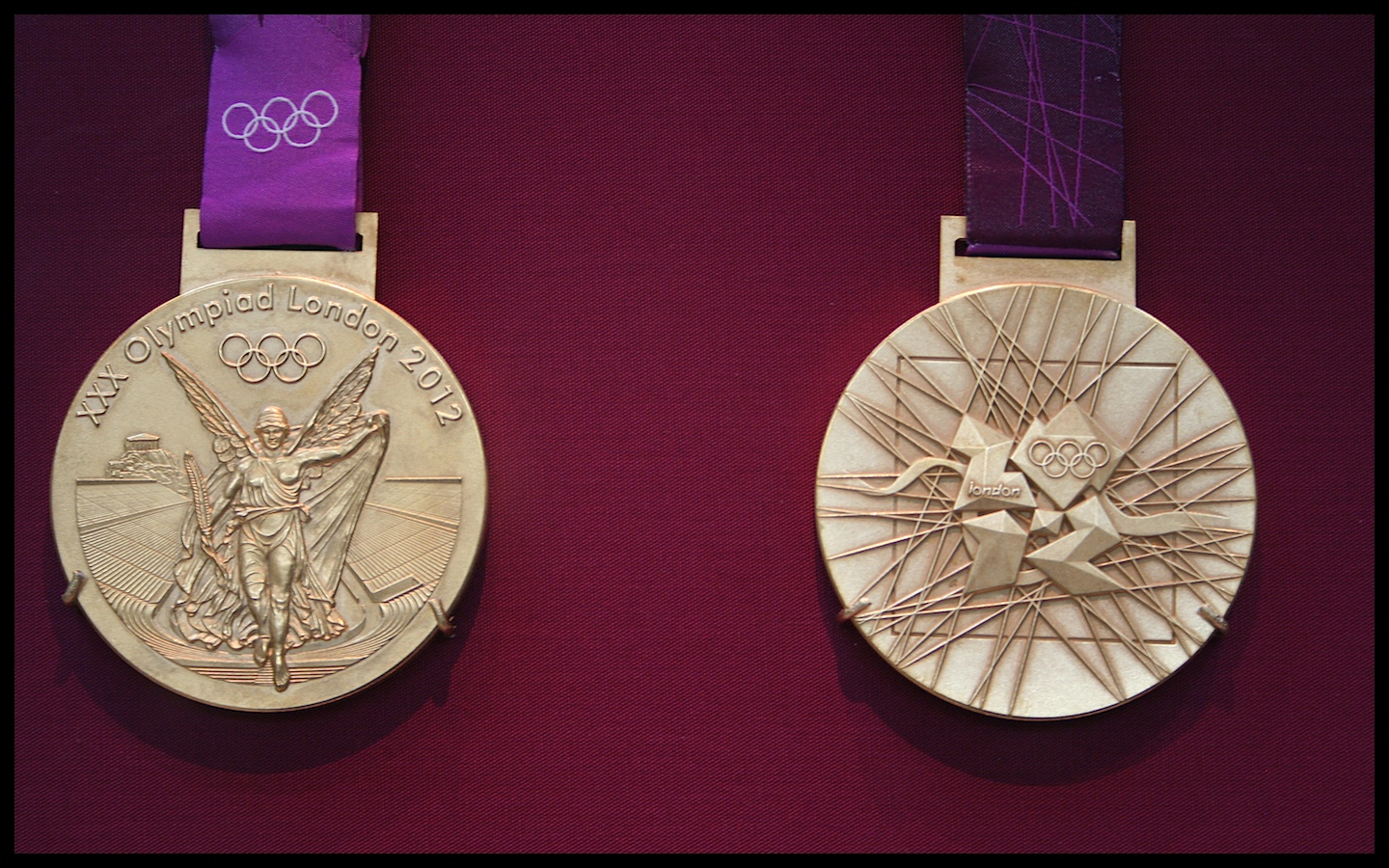
Олимпийские золотые медали. Летние Олимпийские игры 2012

## Известные сотрудники
- Исаак Ньютон — физик, механик, астроном, смотритель монетного двора (1696—1699) и затем управляющий (1699—1727).
- Бенедетто Пиструччи — гравер, медальер, резчик камней, главный государственный гравёр Королевского монетного двора (1821—1828)
- Уильям Вайон — скульптор, художник, главный государственный гравёр Королевского монетного двора (1828—1851)